# خواجة كمال الدين

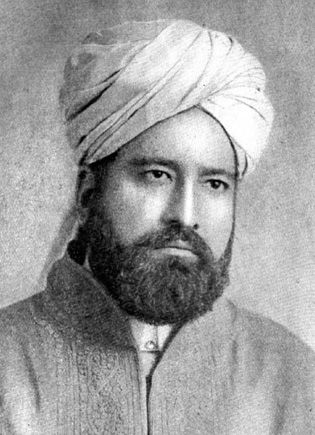
خواجة كمال الدين

خواجة كمال الدين (1870 – 28 كانون الأول 1932 م) كان شخصية بارزة في الحركة الأحمدية المبكرة ومؤلف العديد من الأعمال عن الإسلام.

## الحياة
وُلِد خواجة كمال الدين في البنجاب بالهند عام 1870. جده عبد الرشيد كان شاعرًا، كما كان في وقت من الأوقات رئيس قضاة المسلمين في لاهور خلال الفترة السيخية. تلقى كمال الدين تعليمه في كلية فورمان المسيحية في لاهور حيث انجذب إلى المسيحية، لكنه تعرض لاحقًا لكتابات ميرزا غلام أحمد، مؤسس حركة الأحمدية، وشهد تفانيًا متجددًا للإسلام. وفي عام 1893 انضم إلى الحركة وأصبح من أتباع غلام أحمد المقربين.

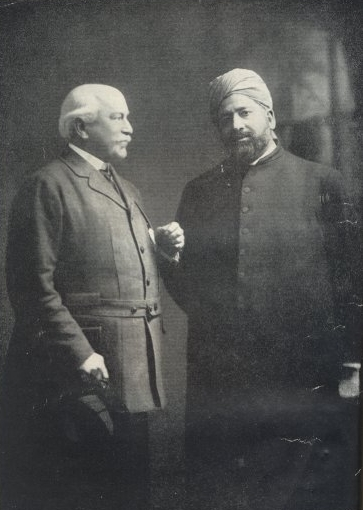
خواجة كمال الدين مع اللورد هيدلي

عمل كمال الدين محاضرًا ثم مديرًا للكلية الإسلامية في لاهور في لاهور. بعد تخرجه في القانون عام 1898، بدأ ممارسة القانون في بيشاور . في عام 1912 سافر إلى إنجلترا نيابة عن أحد عملائه، وأرشده حكيم نور الدين، الخليفة الأول لغلام أحمد، لمحاولة إعادة فتح مسجد شاه جهان المهجور. وفي لندن، التقى كمال الدين مع مسلمين آخرين وعمل على إصلاح المسجد وإعادة فتحه. هنا أسس بعثة ووكينج الإسلامية والصندوق الأدبي ومجلة المراجعة الإسلامية.
أنهى كمال الدين مسيرته القانونية في عام 1912، وكرس حياته لنشر الإسلام غير الطائفي في بريطانيا. قام بعدة زيارات طويلة إلى إنجلترا وقام بجولات في بلدان أخرى في أوروبا وأفريقيا وآسيا، بما في ذلك موطنه الهند، حيث ألقى محاضرات عن الإسلام. وفي عام 1923، أدى فريضة الحج للمرة الثانية برفقة صديقه المقرب اللورد هيدلي، وهو بريطاني اعتنق الإسلام. وفي العام نفسه، انتُخب أيضًا عضوًا في اتحاد عصبة الأمم. بعد الانقسام في الحركة الأحمدية في عام 1914، انضم كمال الدين إلى الحركة الأحمدية في لاهور تحت قيادة محمد علي وأعلنوا أنهم لا يؤمنون بأي نبي بعد النبي محمد. لقد أدى الانقسام والخلاف حول إعلان النبوة إلى خلق صدع لا يمكن إصلاحه بين حزب الأحمدية الأصلي وحركة الأحمدية في لاهور. في عام 1920 م، قام كمال الدين بجولة في جنوب شرق آسيا، حيث اكتسب ثقة بعض المسلمين الإندونيسيين من خلال الخطابات العامة. ألقى عددًا من الخطب في سورابايا وباتافيا والتي جذبت عناوين رئيسة في العديد من الصحف الرائدة.
دُفن في المقبرة الأحمدية بمقبرة مياني صاحب في لاهور.

## العمل الأدبي
فيما يلي قائمة جزئية للكتب الإنجليزية التي كتبها خواجة كمال الدين، والتي يمكن قراءتها عبر الإنترنت: (الكتب الأردية التي كتبها خواجة كمال الدين متاحة أيضًا عبر الإنترنت.)
- الإسلام
- أخلاقيات الحرب
- وجود الله
- أركان الإسلام الخمسة
- الله وصفاته
- الثورة العظيمة
- القرآن الكريم والكتاب المقدس
- مقدمة في دراسة القرآن الكريم
- الإسلام والمسيحية
- الإسلام والحضارة
- الإسلام والأديان الأخرى
- الإسلام إلى الشرق والغرب
- يسوع - مثالٌ للاهوت والإنسانية
- محمد هو النبي الأكثر نجاحا
- التصوف في الإسلام
- مشكلة التطور البشري
- القرآن الكريم معجزة
- تفسير متواصل للقرآن الكريم
- مصادر المسيحية
- وضع المرأة في الأديان والحضارات العالمية
- قوة الإسلام
- دراسة للملحد
- دراسة الإسلام
- التصوف في الإسلام
- وحدة الجنس البشري
- خليفة الله في الأرض
- المرأة من اليهودية إلى الإسلام
- العبادة والتضحية

## روابط خارجية
- أعمال أو نبذة عن خواجة كمال الدين على أرشيف الإنترنت
- An Interview with Khwaja Kamal-ud-Din Sahib - His Missionary Work in England نسخة محفوظة 2010-09-17 على موقع واي باك مشين., Special to the "Rangoon Mail", Islamic Review, October, 1920 (Vol. 8, No. 10) pp. 362–366